# درويش كندي
درويش‌ كندي هي قرية في مقاطعة ماكو، إيران. عدد سكان هذه القرية هو 125 في سنة 2006.